# Elecciones del Distrito Metropolitano de Quito de 1996
Las elecciones del Distrito Metropolitano de Quito de 1996 se llevaron a cabo como parte de las Elecciones seccionales de Ecuador del mismo año. Resultó reelecto el alcalde Jamil Mahuad, del partido Democracia Popular, siendo su principal contendor el ex prefecto Federico Pérez Intriago por la alianza entre el Frente Radical Alfarista y el Partido Liberal Radical Ecuatoriano. Están fueron las primeras elecciones metropolitanas de Quito después de convertir la administración municipal del cantón en distrito metropolitano en 1993.
Fuentes:

## Elecciones de concejales cantonales
Se eligieron 8 concejales cantonales:
- Democracia Popular

1. Carlos Efraín Machado
2. Rosario Utreras
3. Edgar Lafebre
4. Patricio Álvarez G.

- Partido Social Cristiano:

1. Manuel Nieto Jijón

- Izquierda Democrática

1. Wilma Andrade

- Frente Radical Alfarista - Partido Liberal Radical Ecuatoriano

1. Roberto Aguilar

- Acción Popular Revolucionaria Ecuatoriana

1. Jaime Ruiz